# 제이슨 마틴
제이슨 마틴(Jason Martin, 1995년 9월 5일 ~ )은 미국의 야구 선수이자, 전 KBO 리그 NC 다이노스의 외야수이다.

## 미국 프로야구 시절
2018년 1월 13일 피츠버그 파이리츠의 게릿 콜을 상대로 한 1:4 트레이드(게릿 콜 ↔ 그, 조 머스그로브, 콜린 모란, 마이클 펠리즈)로 이적했다. 2018년에는 더블A의 앨투나 커브에서 활동했고, 6월에 트리플A의 인디애나폴리스 인디언스로 승격됐다. 2018년 127경기에 출전해 2할대 타율, 13홈런, 55타점, 출루율 0.337, 장타율 0.429를 기록했다.
2021년 11월 23일에 LA 다저스와 마이너 리그 계약을 맺었다. 트리플A 오클라호마시티 다저스에서 129경기에 출전해 타율 0.285, 32홈런, 107타점을 기록했다. 시즌 후 방출됐다.

## 한국 프로야구 시절

### NC 다이노스시절
2022년 12월 9일에 닉 마티니를 대체할 외국인 야수로 영입되었다.
5월까지 매우 부진했으나 6월 이후 반등했다. 7월 13일 롯데 자이언츠와의 경기에서 연타석 홈런을 기록했다.
7월 25일 KIA 타이거즈와의 경기에서 최지민을 상대로 역전 만루 홈런을 기록했다. 7월 17경기에 출전해 64타수 23안타(5홈런), OPS 1.049, 타율 0.359, 20타점을 기록했고, 구단 7월 타자 MVP로 선정됐다.
2023년 시즌 118경기에 출전해 123안타(18홈런), 55득점, 90타점, 2할대 타율, 장타율 0.455, 출루율 0.360을 기록했다.

#### 와일드카드 결정전
4타수 무안타, 1타점을 기록했다.

#### 준플레이오프
3경기에 출전해 12타수 4안타(1홈런), 4득점, 5타점을 기록했다.
1차전에서 김광현을 상대로 2루타를 기록하면서 타점을 기록했고, 이 타점은 결승타가 됐다. 3차전에서 노경은을 상대로 3점 홈런을 기록하며 3차전 MVP로 선정됐다.
- 기록

| 타율  | 경기 | 타수 | 득점 | 안타 | 2루타 | 3루타 | 홈런 | 루타 | 타점 | 도루 | 도실 | 볼넷 | 사구 | 삼진 | 병살 | 장타율 | 출루율 | 실책 |
| ----- | ---- | ---- | ---- | ---- | ----- | ----- | ---- | ---- | ---- | ---- | ---- | ---- | ---- | ---- | ---- | ------ | ------ | ---- |
| 0.333 | 3    | 12   | 4    | 4    | 1     | 0     | 1    | 8    | 5    | 2    | 0    | 2    | 0    | 2    | 1    | 0.667  | 0.429  | 0    |

#### 플레이오프
5경기에 출전해 18타수 1안타, 1타점을 기록했다. 시즌 후 재계약에 실패했다. 그의 차기 대체 용병으로는 맷 데이비드슨이 영입되었다.

## 통산 기록
| 연도 | 팀명  | 타율  | 경기 | 타수 | 득점 | 안타 | 2루타 | 3루타 | 홈런 | 루타 | 타점 | 도루 | 도실 | 볼넷 | 사구 | 삼진 | 병살 | 장타율 | 출루율 | 실책 |
| ---- | ----- | ----- | ---- | ---- | ---- | ---- | ----- | ----- | ---- | ---- | ---- | ---- | ---- | ---- | ---- | ---- | ---- | ------ | ------ | ---- |
| 2023 | NC    | 0.283 | 118  | 435  | 55   | 123  | 20    | 2     | 17   | 198  | 90   | 15   | 3    | 57   | 1    | 107  | 8    | 0.455  | 0.360  | 3    |
| 통산 | 1시즌 | 0.283 | 118  | 435  | 55   | 123  | 20    | 2     | 17   | 198  | 90   | 15   | 3    | 57   | 1    | 107  | 8    | 0.455  | 0.360  | 3    |